# Chorioallantois

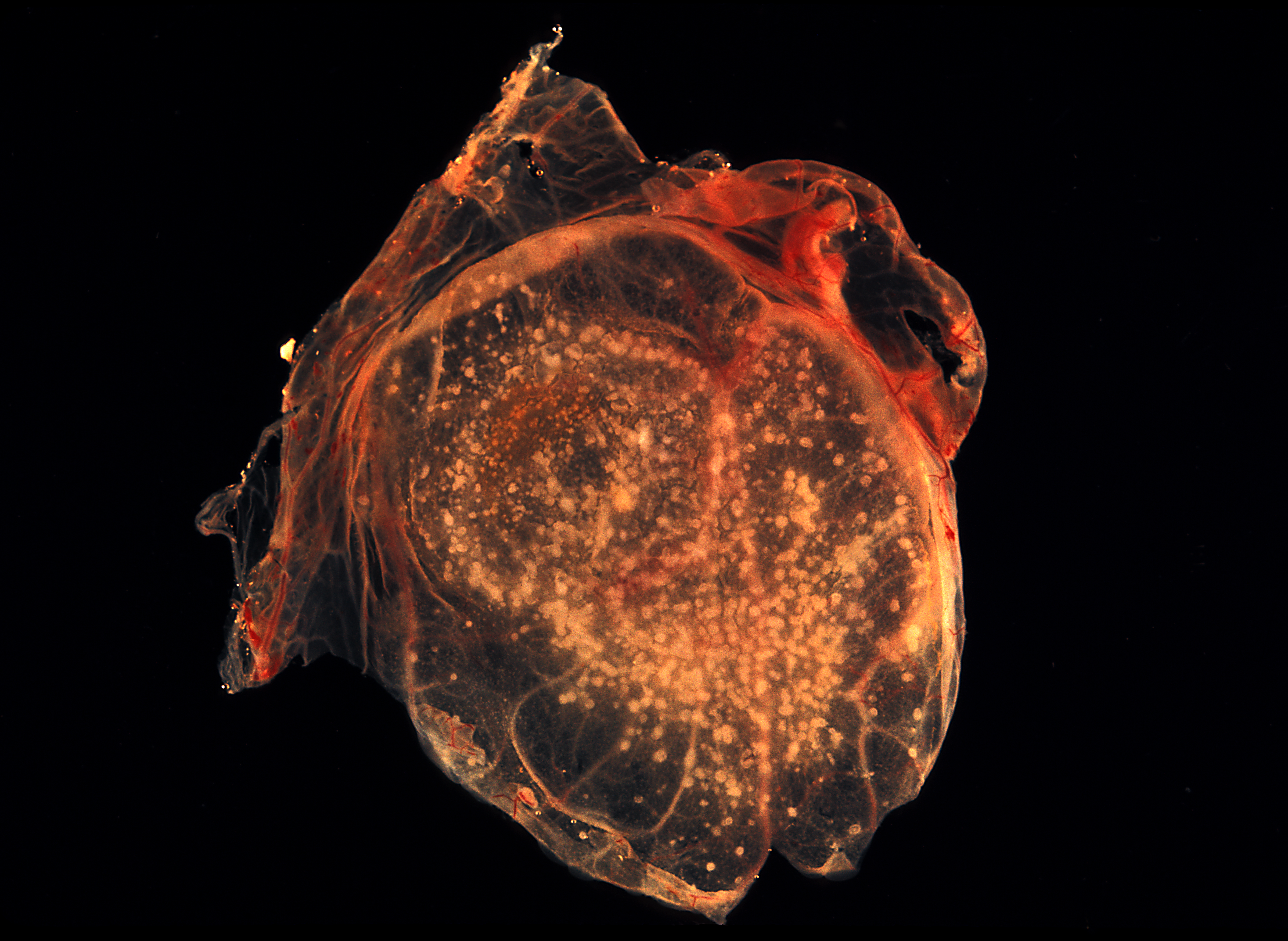
Chorioallantois kurczaka w hodowli wirusowej (ospa prawdziwa)

Chorioallantois — unaczyniona błona biologiczna występująca w jajach niektórych owodniowców, jak ptaki czy gady. Tworzy się poprzez fuzję warstw mezodermalnych dwóch innych struktur rozwojowych: omoczni i kosmówki. W przypadku łożyskowców struktury te tworzą łożysko.
Błonę tą tworzą 3 różne warstwy komórek. Wyróżnia się w niej nabłonek kosmówkowy, mezenchymę i nabłonek omoczni. Naczynia włosowate i zatoki naczyniowe leżą pomiędzy komórkami nabłonkowymi warstwy kosmówkowej, pozwalając na bliski kontakt (0,2 μm) z powietrzem z porów skorupki jaja. W efekcie chorioallantos umożliwia wymianę gazową, w tym dostęp tlenu, zarodkowi. Podczas rozwoju embrionalnego ptaków błona ta pełni kluczową rolę w tworzeniu się kości poprzez transport wapnia do zarodka ze skorupki jaja.
Błony te z rozwijających się jaj kurzych są rutynowo wykorzystywane w badaniach biologicznych i biomedycznych dotyczących rozwoju, angiogenezy, przerzutów nowotworowych oraz do hodowli i badań wirusów i helmintów.